# Доращивание
Доращивание — хутор в Александрово-Гайском районе Саратовской области России. Входит в состав Александрово-Гайского муниципального образования.

## История
Основан в 1980 г.

## Население
| 2000 | 2018 |
| ---- | ---- |
| 19   | ↘13  |

## Инфраструктура
Было развитое сельское хозяйство.

## Транспорт
У хутора проходит дорога 63К-00032. Остановка Доращивание. Автобусное сообщение Александров Гай — Канавка.